# Stauda (Priestewitz)
Stauda ist ein Ortsteil der Gemeinde Priestewitz im Landkreis Meißen in Sachsen. 

## Geografie und Verkehrsanbindung
Der 225 Hektar umfassende Ort liegt etwa einen Kilometer südöstlich des Kernortes Priestewitz. Durch den Ort fließt der Bach aus Stauda, welcher weiter östlich in den Bierlichtbach mündet. Westlich verläuft die B 101. Eine Buslinie verbindet Stauda unter anderem mit Priestewitz und Großenhain.

## Geschichte

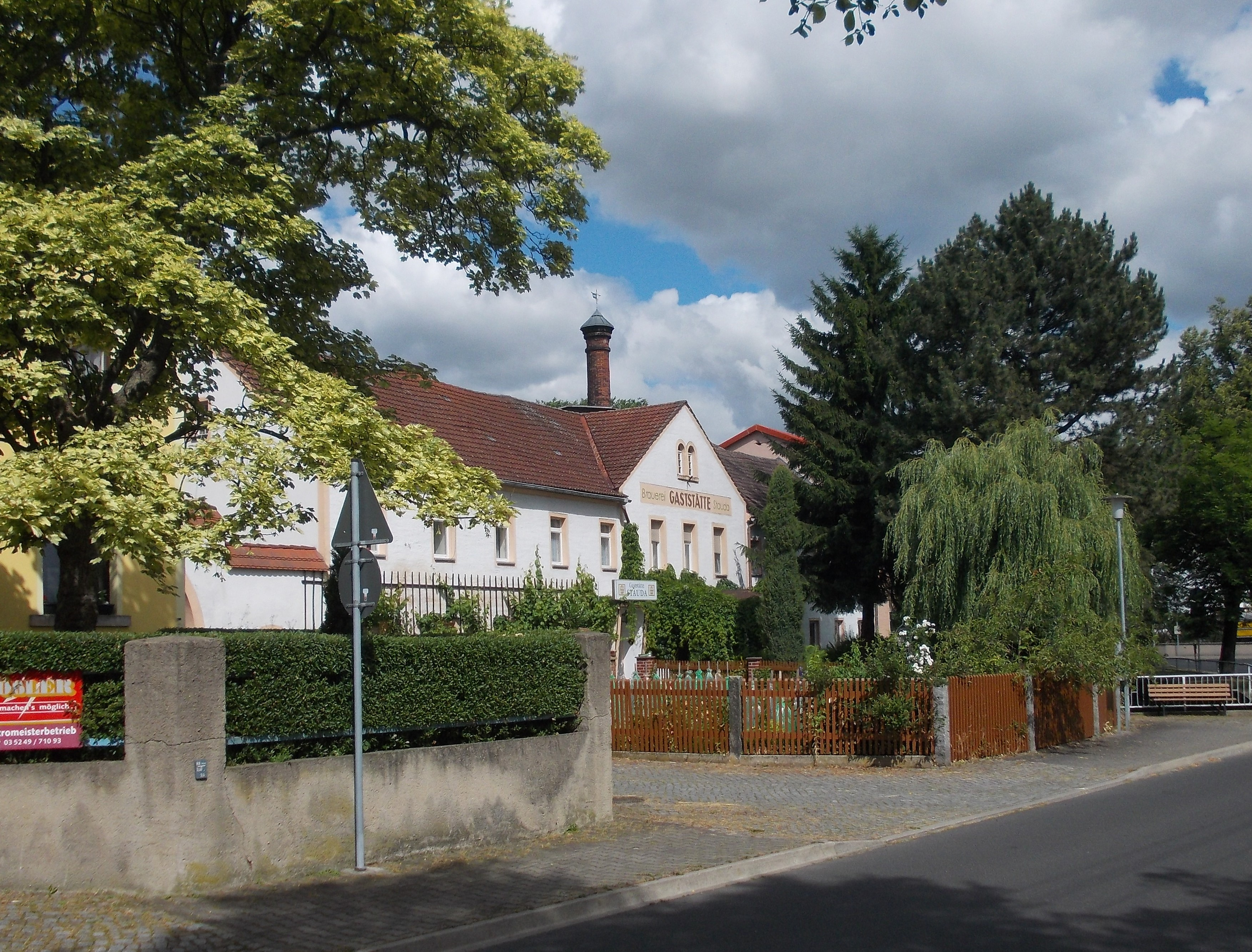
Gasthof und Brauerei Stauda

Erste Funde menschlicher Besiedlung gibt es in Stauda bereits aus der Jungsteinzeit. Am Nordrand des Dorfkerns ist ein mittelalterlicher Wallkörper zu finden, in dessen Inneren sich ein zum Teil verkohltes Holzkastenwerk verbirgt, was auf eine gewaltsame Zerstörung der Anlage schließen lässt.
Bei Stauda handelt es sich ursprünglich wohl um ein Straßenangerdorf mit Gewanneflur, das im Bereich einer slawischen Siedlung angelegt wurde. Erstmals urkundlich erwähnt wurde das Dorf schließlich im Jahre 1225 als Studowe. Der Ortsname wird als „Siedlung, wo es kalt ist“ gedeutet. Weitere Formen des Ortsnamens waren im Laufe der Zeit: Studowe (1268), Studow (1378), Staude (1471, 1791) und Stauda (1540).
Im Laufe der Jahrhunderte gab es einige Besitzerwechsel. Ursprünglich dem Kloster Seußlitz untertänig, war der Ort  im Jahre 1378 der Burg Hayn zugehörig. Um 1406 wird die Größe von Stauda mit 7 Hufen angegeben. Zu dieser Zeit gibt es Landbete nach Hayn. Ab 1551 gehörte Stauda, dessen Größe inzwischen auf 14 Hufen angewachsen war, zum Rittergut Batzdorf und wurde schließlich im Jahre 1590 Amtsdorf von Großenhain. Kirchlich war Stauda seit 1539 nach Strießen eingepfarrt, wo sich auch die Schule befand.
Im Jahre 1960 wurde Stauda mit der Nachbargemeinde Kottewitz zur Gemeinde Kottewitz-Stauda vereinigt, welche 1973 in der Gemeinde Priestewitz aufging.

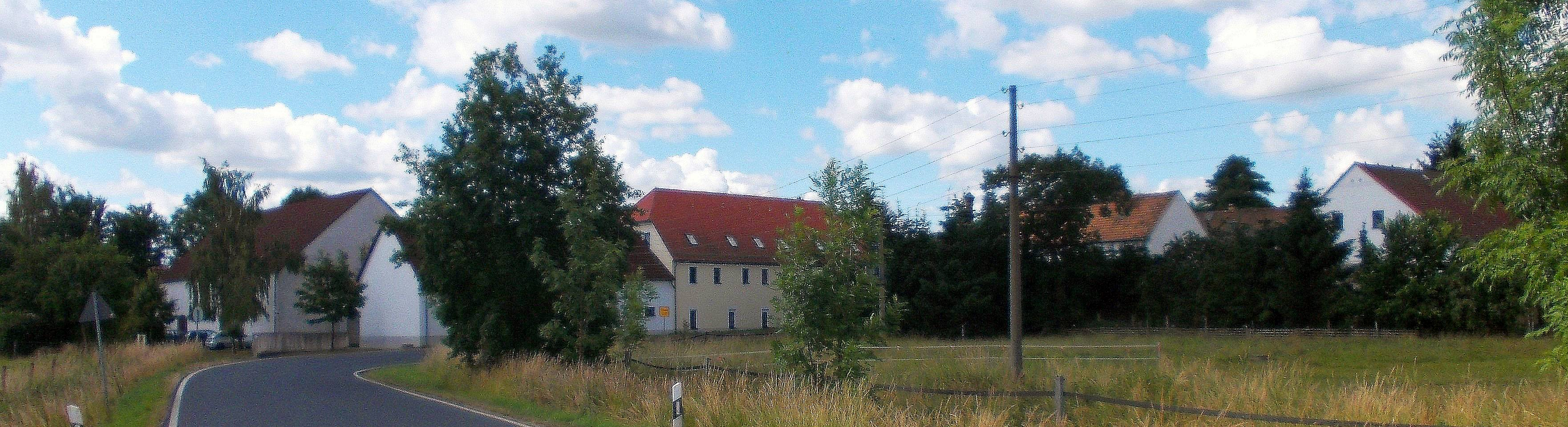
Ortseingang

## Kultur und Sehenswürdigkeiten

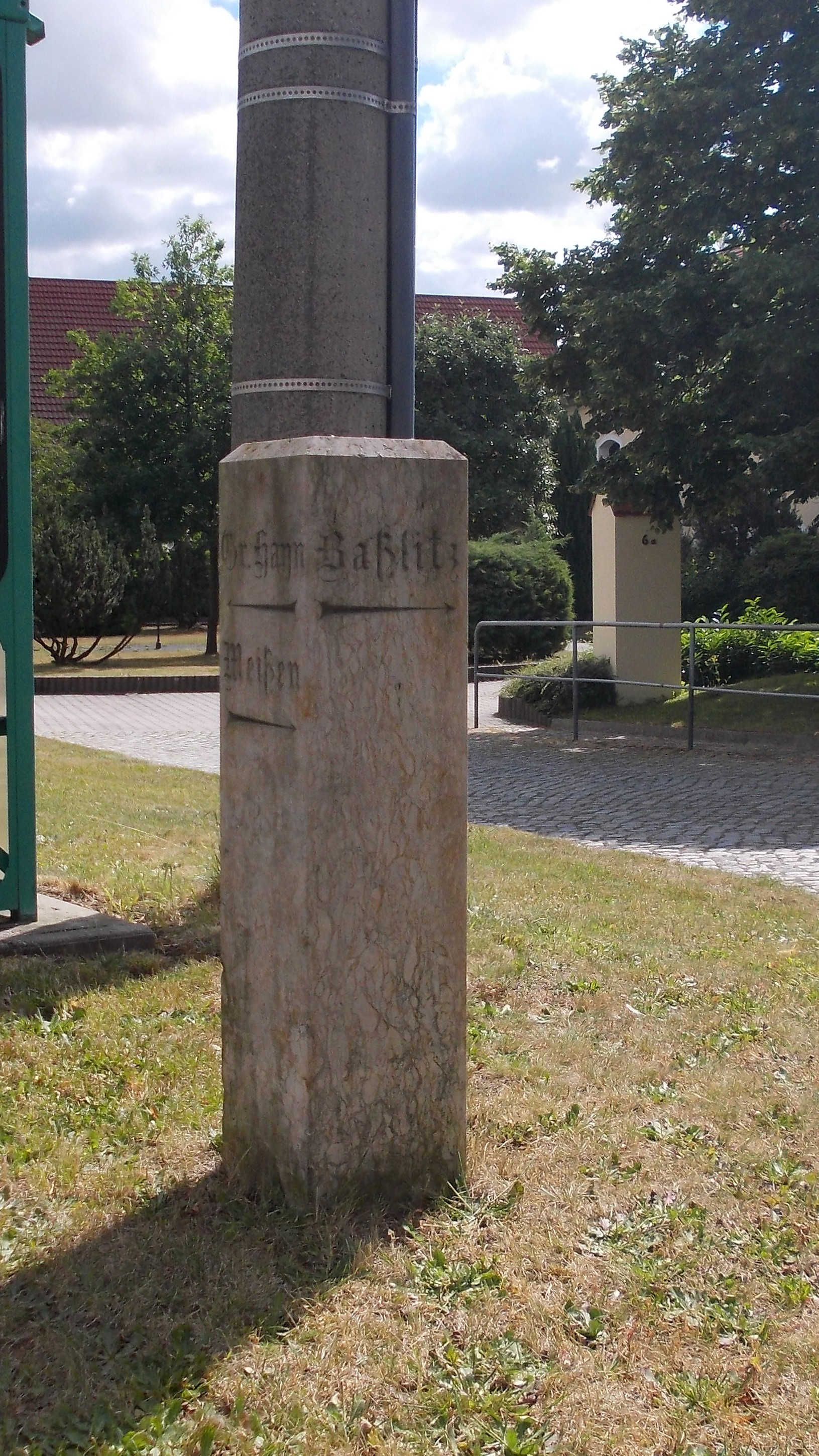
Historischer Wegestein in Stauda

In der örtlichen Denkmalliste sind die historischen Denkmäler und Gebäude der Gemeinde verzeichnet. Unter Denkmalschutz stehen in Stauda unter anderem zwei historische Eisenbahnbrücken aus dem 19. Jahrhundert, welche sich an den Bahnlinien Berlin–Dresden und Leipzig–Dresden befinden. Dabei handelt es sich um aus Ziegelmauerwerk entstandene Steinbogenbrücken.
Weiters stehen zwei historische Wohnstallhäuser auf den Grundstücken Priestewitzer Straße 6 und Priestewitzer Straße 14 unter Denkmalschutz, deren Entstehungszeit auf die Jahre 1906 und 1821 datiert wird.